# Институт трансурановых элементов
Институт трансурановых элементов (англ. Institute for Transuranium Elements, ITU) — институт ядерных исследований в Карлсруэ, Германия. 
Институт является одним из семи институтов Объединенного исследовательского центра (англ. Joint Research Centre), генерального директората Европейской комиссии. В Институте работает около 300 сотрудников.

## Структурная принадлежность
Генеральный директорат Объединенного исследовательского центра – это служба науки и информации Европейской комиссии. Его миссия — поддерживать политику ЕС независимыми доказательствами на протяжении всего политического цикла. Директорат имеет десять дирекций и расположен в пяти государствах-членах ЕС (Бельгия, Германия, Италия, Нидерланды и Испания). Подразделением директората является управление G – Ядерная безопасность и защищенность. Институт входит в состав этого управления. В управлении осуществляется программа ядерных работ директората, финансируемая Программой исследований и обучения Евратома. Деятельность управления G способствует созданию систем безопасности и гарантий для ядерного топливного цикла, повышению физической ядерной безопасности, а затем способствует достижению цели производства энергии с низкими выбросами углерода.

## Деятельность
Институт работает в ряде областей:

### Альфа-иммунотерапия
Лечение рака, включающее выработку антител, несущих радиоизотопы, испускающие альфа-частицы, которые связываются с раковыми клетками.  Идея состоит в том, чтобы создать «волшебную пулю», которая будет искать и уничтожать рак, где бы он ни прятался в организме. Это исследование дошло до клинических испытаний. Висмут-213 является одним из использованных изотопов: он образуется в результате альфа-распада актиния-225, который, в свою очередь, образуется в результате облучения радия-226 циклотроном.

### Фундаментальные исследования актинидов
Работа включала сверхпроводимость и магнитные свойства актинидов, таких как плутоний и америций.

### Безопасность ядерного топлива
Институт участвует в ряде исследований в области ядерной безопасности. Работа включает изучение поведения топлива в условиях «вышедшего из-под контроля ядерного реактора». В годовом отчете Института за 2004 год приводятся некоторые результаты таких исследований. В институте изучаются характеристики отходов и систем, предназначенных для их изоляции от человека и его окружающей среды. Например, изучается коррозия диоксида урана.

### Изучение отработавшего топлива
Институт проводит послерадиационную экспертизу отработавшего ядерного топлива. Институт занимается как водными, так и пироразделительными методами.

### Измерение радиоактивности в окружающей среде
Институт исследует образцы окружающей среды, чтобы определить наличие опасных уровней радиоактивного загрязнения . Например, в институте были исследованы частицы, обнаруженные на пляже в Шотландии недалеко от Данри. Большая часть этой работы направлена на измерение очень низких уровней радиоактивности; Аналитическая служба Института использует масс-спектрометрию с индуктивно связанной плазмой для измерения большинства радиоактивных изотопов с большей чувствительностью, чем это возможно при прямых радиометрических измерениях.

## Внешние ссылки
- Институт трансурановых элементов.
- Нуклидная диаграмма Карлсруэ